# Suano
Suano es una localidad del municipio cántabro de la Hermandad de Campoo de Suso, en España. Contaba con una población de 78 habitantes en el año 2024, según el INE. Está a 950 m s. n. m., en la vertiente Norte de la Sierra de Híjar, y dista 5 kilómetros de la capital municipal. Por aquí pasa el río Izarilla, afluente del Ebro.
A su término le afecta el lote de caza mayor de la Reserva del Saja, llamado «Lote Izara, Suano y Villaescusa», repartido entre este municipio y Campoo de Enmedio. 

## Paisaje y naturaleza
Pegado a Suano se extiende un valioso hayedo y robledal por la falda del monte Endino, uno de los ecosistemas sobresalientes de Campoo. Al noreste, una mancha mucho menor de dos especies autóctonas cubre también la parte más alta del monte Mezuz. Por las callejas y linderas de Suano abundan las hileras de chopos, álamos y fresnos que casi ocultan el caserío del pueblo si lo contemplamos desde una perspectiva lejana.

## Patrimonio histórico

### Cueva de los Hornucos
A medio camino entre Suano e Izara, sale una pista atravesando unos prados en dirección al bosque de hayas del Encino. Cuando ésta parece perderse, justo antes de llegar a los primeros árboles del bosque, se coge un sendero a mano izquierda que nos lleva directos hasta la cueva de los Hornucos. En esta cueva se han llevado a cabo excavaciones arqueológicas en distintas ocasiones, la más importante de ellas en 1935, de la mano del Padre Carballo, quien halló materiales de interés como un hacha del Bronce Pleno (1500-1000 a. C.) o un broche, una cacilla y una cucharilla, junto a algunos restos cerámicos, de época tardorromana o visigoda, de los siglos V al VII.

### Iglesia de San Justo y San Pastor
La iglesia de los santos Justo y Pastor es del siglo XVIII. El exterior es del todo sencillo, destacando apenas la torre, la portada y la portalada, muy austeras. No ocurre lo mismo en el interior, donde deslumbra la estructura del retablo, de dos cuerpos, cinco calles y ático, una excelente obra manierista de finales del siglo XVI con escultura de influencia en el taller de Alonso Berruguete. Se conserva dos tablas y una talla que proceden del desaparecido monasterio de los templarios que se situaba no muy lejos.

### Arquitectura civil y popular
En cuanto a la arquitectura civil, decir que Suano fue tradicionalmente pueblo de canteros, lo que se nota en la buena talla de la sillería de muchas casas. A destacar, precisamente, algunas del Barrio de los Canteros, en las que todavía se pueden apreciar las marcas distintivas que dejaban en los sillares los trabajadores de este gremio.
Este fue el pueblo natal del afamado paisajista Manuel Salces Gutiérrez, del que se conserva su casa natal en el barrio del Huyo con escudo familiar tallado por él mismo en el año 1880, cuando tenía solo diecinueve años.